# Wazin
Wazin (arab. وازن; Wāzin) – miejscowość w północno-zachodniej Libii, w gminie Nalut, przy granicy z Tunezją, na zachód od Nalut. Na północ od Wazin znajduje się przejście graniczne (po drugiej stronie granicy leży miejscowość Az-Zahibat).
Mieszkańcy Wazin podzieleni są na dwa klany: Awlad Mahmoud i Arrbai'a, z których oba mają po kilka podklanów:
| Awlad Mahmoud     | Arrbai'ah      |
| ----------------- | -------------- |
| Awlad 'uthman     | Awlad 'li      |
| Awlad 'abdurrahim | Awlad Mahammed |
| Awlad Jma'        | Awlad Yahya    |
| Annjajra          | Awlad Sleman   |

W miejscowości znajdują się ruiny fortecy (Kasr Wazin) z roku 1482. Posiadała ona 360 komnat na 4 piętrach. Budynek ma kształt prostokąta z cysterną w środku do przechowywania wody. Otaczają go budynki starego miasta, które był murowane przy wykorzystaniu głównie gipsu. Specjalne podziemne tunele są przeznaczone dla kobiet i są używane do poruszania się po terenie starego miasta tak, aby nie napotkać niespokrewnionych mężczyzn.
Podczas wojny domowej w Libii w 2011 roku toczyły się tu zacięte walki o kontrolę nad pobliskim przejściem granicznym pomiędzy wojskami Kadafiego i rebeliantami. Miejscowość wówczas zupełnie się wyludniła i pozostali w niej jedynie strażnicy chroniący domy przed szabrownikami.

## Galeria

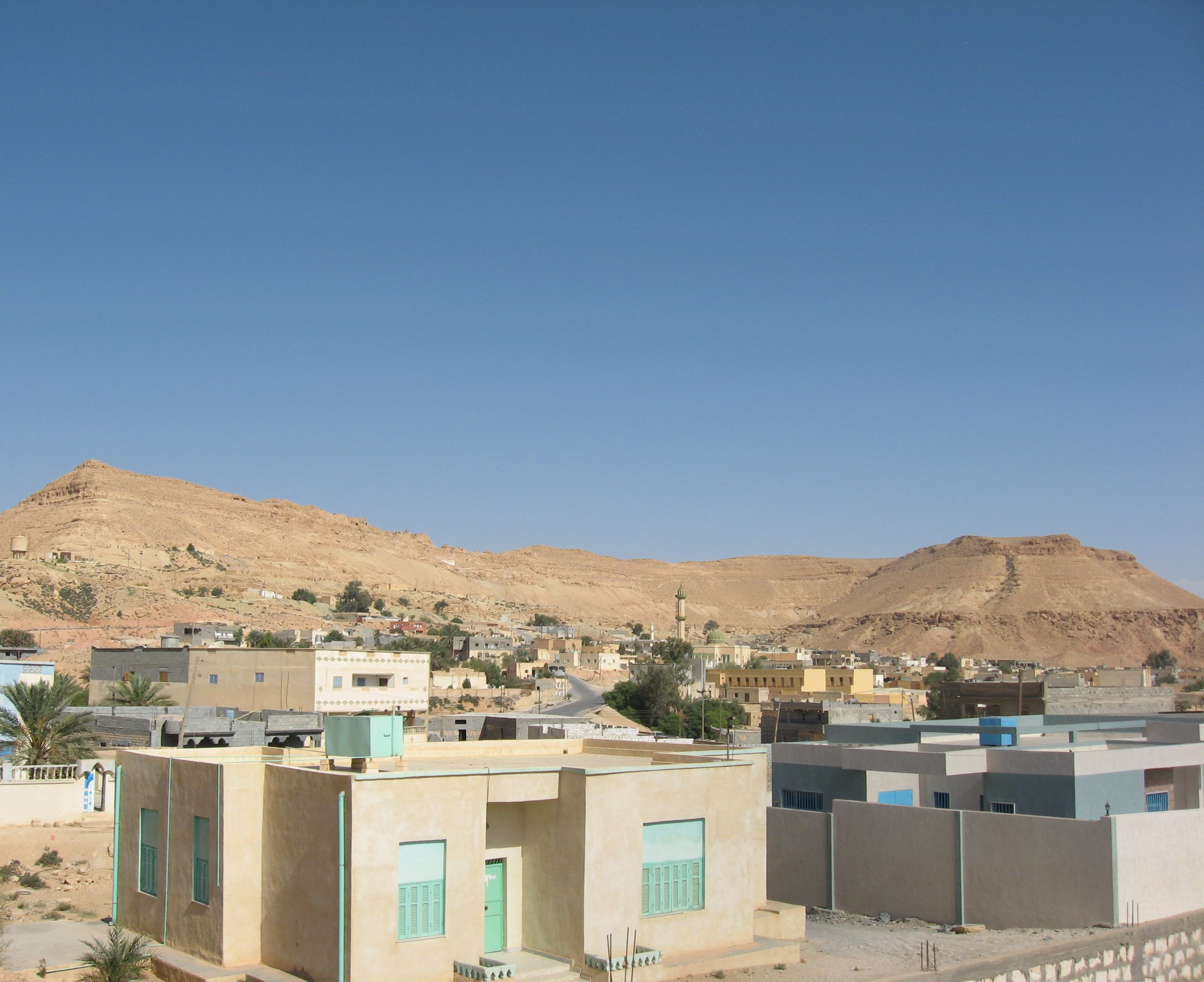
Centrum Wazin
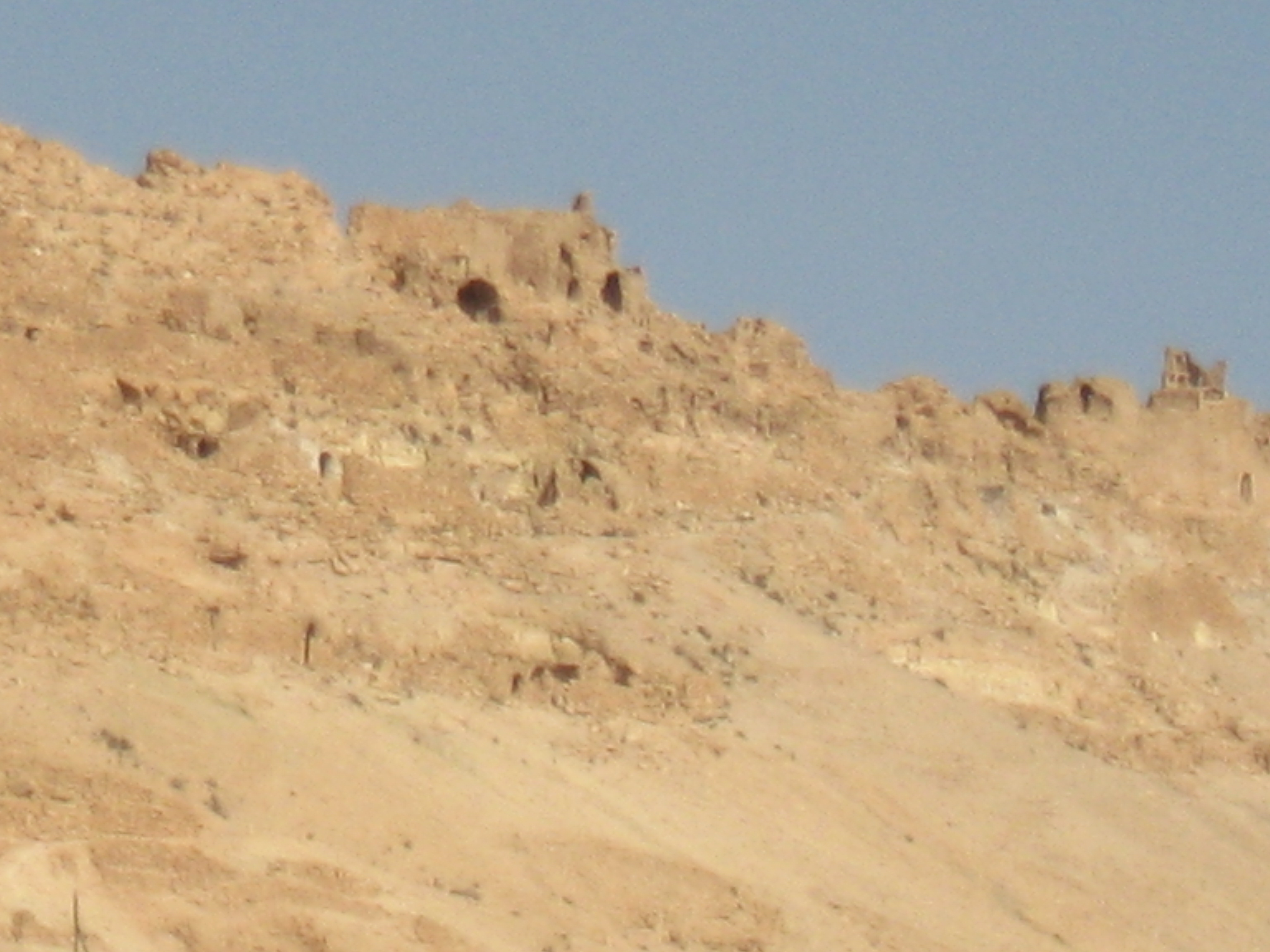
Ruiny Kasr Wazin
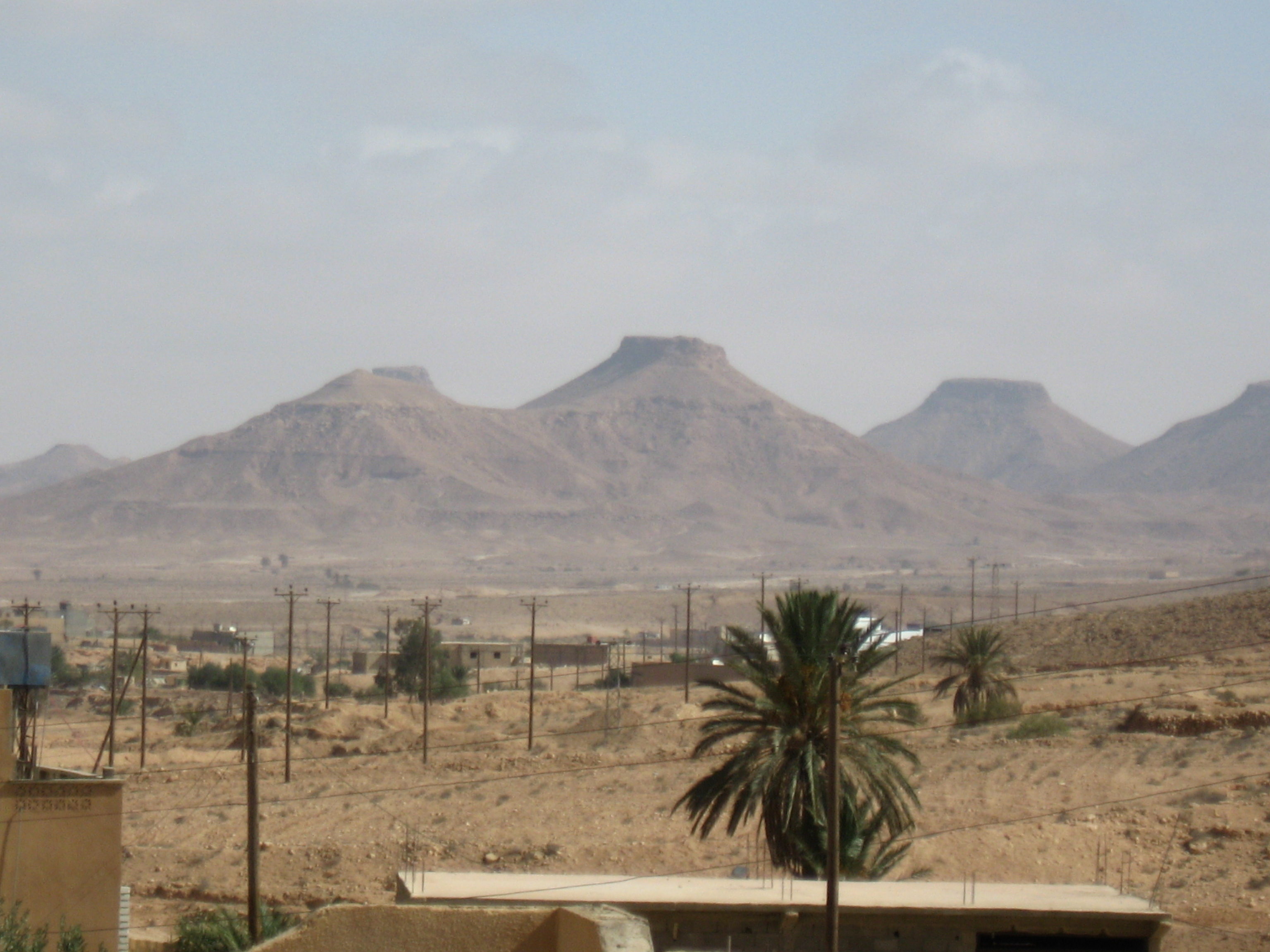
Okoliczne góry